# Balthing-ház
A Balthing-ház a germán vizigótok egyik uralkodó családja volt. A Nyugat-római Birodalom a bukás közeledtével egyre inkább az ő uralmuk alá került. Nevüket a gót balþa szóból eredeztetik. Ennek jelentése kopasz, vagy merész lehetett.. A család nevét tehát úgy lehet fordítani, mint "a Merészek" vagy "Merész emberek".

## Történetük
A Balthing család fontos szerepet töltött be a gót harcosok között, és rangban közel álltak a népet irányító Amálok családjához. Harcukból azonban a vizigót I. Alarich került ki győztesen. 410-ben ő vezette a Róma ellen induló csapatokat. Ő alapította meg azt a dinasztiát, mely innentől egy évszázadon átirányította a római Galliát egy évszázadik és Hispániát még hosszabb ideig irányító dinasztiát. Ezzel létrejött egy egészen a VIII. század elejéig fennállt királyság.
A nyugati gót Balthing-ház 385 és 551 között állt az ország élén.
Edward Gibbon a History of the Decline and Fall of the Roman Empire 30. fejezetének 4. lábjegyzetében a következő megjegyzést fűzi a szöveghez:
"Ez az illusztris törzs hosszú időre beköltözött Franciaország, a gótok Septimaina vagy Languedoc provinciájának a területére. Egy idő után a család egy része Nápolyban telepedett le. (Grotius in Prolegom. ad Hist. Gothic. p. 53). Baux lordjai Arles közelében valamint további, a fennhatóságuk alatt álló 79 településen nem függtek a provence-i udvartól. (Longuerue, Description de la France, tom. i. p. 357)".

### Fordítás
Ez a szócikk részben vagy egészben  a   Balti dynasty című angol Wikipédia-szócikk ezen változatának fordításán alapul.  Az eredeti cikk szerkesztőit annak laptörténete sorolja fel. Ez a jelzés csupán a megfogalmazás eredetét és a szerzői jogokat jelzi, nem szolgál a cikkben szereplő információk forrásmegjelöléseként.